# Областная футбольная группа Велико-Тырново
Областные футбольные группа Велико-Тырново создана по решению Исполнительного комитета Болгарского футбольного союза.

## Чемпионы футбольные группа Велико-Тырново «А» группа
| - 1936 — ФК Павликени - 1963 — ФК ЖП депо - 1964 — ФК Захарни заводи - 1965 — ФК Ботев Дебелец - 1966 — ФК ВФСИ Свищов - 1969 — ФК Ботев Дебелец - 1970 — ФК Електротелфери - 1971 — ФК Велчой Елена - 1973 — ФК Левски Стражица - 1974 — ФК Бутово - 1975 — ФК Янтра Полски Тръмбеш - 1977 — ФК Захарни заводи - 1978 — ФК Ботев Дебелец - 1979 — ФК Златарица - 1980 — ФК Левски Стражица - 1981 — ФК Лясковец - 1982 — ФК Лясковец - 1983 — ФК Левски Стражица - 1985 — ФК Лясковец - 1986 — ФК Лясковец - 1987 — ФК Лясковец - 1991 — ФК Железвичар Горна Оряховица - 1992 — ФК Сухиндол - 1993 — ФК Лесичери - 1994 — ФК Поликраище - 1995 — ФК Климентово - 1996 — ФК Михалци - 1997 — ФК Кристал Горна Оряховица - 1998 — ФК Ботев Дебелец - 1999 — ФК Климентово - 2000 — ФК Ивайло Велико Търново - 2001 — ФК Ботев Дебелец - 2002 — ФК Елит Горна Оряховица - 2003 — ФК Лесичери - 2004 — ФК Росица Поликраище - 2000 — ФК Ивайло Велико Търново - 2009 — ФК Росица Поликраище - 2010 — ФК Самоводене - 2011 — ФК Килифарево - 2013 — ФК Павликени - 2014 — ФК Лайтс Велико Търново - 2015 — ФК Ресен - 2016 — ФК Ресен - 2017 — ФК Янтра Полски Тръмбеш - 2018 — ФК Земеделец 93 |